# Вовгурівці
Вовгурівці — назва великого повстанського підрозділу, який діяв на початку Національно-визвольної війни 1648-1657 років, найбільш активно він себе проявив після смерті польського короля Владислава IV . Назву вовгурівці отримали від командира Вовгури Лисенка (псевдонім) соратника Максима Кривоноса, засновника роду Лисенків до якого належить визначний український композитор Микола Лисенко.
Відомо що під час Хмельниччини, в поході «вовгурівців» на Лубни (що були тоді розорені та спалені дотла, а населення вирізане це викликало гнів князя Яреми Вишневецького), чисельним козацьким загоном під проводом Лисенка Вовгури було взяте і знищене військове укріплення (форт) Чумгак. Вислів «Вовгурівці йдуть!» в ті часи наводив жах та страшну паніку на поляків, а також ополячених українців.
Вовгурівці вирізнялися надзвичайною люттю, щодо своїх ворогів. Вовгуру Лисенка було захоплено в полон та напівоголеного, катованого численними ранами, кинуто у в’язницю в місті Немирові. Це не стало кінцем діяльності вовгурівців, вони продовжували люто розправлятися з ворогами, козакам вдалося звільнити його з полону.
Особливо відзначилися вовгурівці своєю звитягою у бою, який відбулася після битви під Пилявцями, вовгурівці переслідували відступаючі урядові війська  з-під Случа аж до самого Збаража. Літописи не кажуть про останні дні життя Вовгури Лисенка. За однією із версій, його було схоплено ворогами і посаджено на палю самим князем Яремою Вишневецьким, в покарання за руйнування Лубнів. Сама ж назва вовгурівці з часом зникає.

### В літературі
В передмові до поеми О. Стороженко "Марко Проклятий", видавець В. Білий писав (перекл. з рос.):
За історичними відомостями, Вовгурівцями називалася особлива велика дружина українських ратників, яка утворилася під час війни України з Польщею. Цю назву отримала вона від головного вождя свого, Вовгура Лисенка. Він зі своїми козаками ратував найбільше біля Каніва, бився відчайдушно […]. Князь Ієр. Вишневецький встиг захопити Лисенка в полон, і його […] кинули до в'язниці у Немирові; але це не втихомирило його дружини, і коли Лисенко був звільнений із ув'язнення він ще безстрашніше повів своїх козаків  проти ворогів.